# 金宣兒
金宣兒（1975年10月1日—），韓國女演員，2009年從慶熙大學戲劇電影學系畢業。

## 個人簡歷

### 早年經歷
1975年10月1日出生於韓國大邱。五歲開始學習鋼琴，並多次獲得少兒鋼琴比賽的獎項。七歲開始學習芭蕾舞、傳统舞、游泳和花式溜冰。之後，舉家移民日本，在日本完成初中及高中課程。1992年，在美國波爾州立大學主修鋼琴專業。

### 演藝經歷
1996年暑假，金宣兒回國小住幾日，其間禁不住一個模特兒朋友的央求，代替她做了一天模特兒，沒想到成了她人生的轉捩點。一天的模特兒工作為金宣兒帶來了樂趣，但假期結束後她還是回到美國繼續學習。然而，遠在美國的她依然收到了許多廣告公司和電台的合作邀約，漸漸地，她放棄鋼琴，開始演藝生涯 。
2005年，金宣兒考上韓國慶熙大學戲劇電影系。2009年，獲得學士學位，同時考取研究生繼續深造 。

### 2005年
演出的電視劇《我的名字叫金三順》在韓國創下超過50%的收視率而人氣急升，為了演出戲中的角色，她增胖了十公斤。

## 影視作品

### 電視劇
| 年份   | 電視台    | 電視劇名稱               | 角色    |
| ------ | --------- | ------------------------ | ------- |
| 1998年 | SBS       | 《熱血刑事》             | 楊刑警  |
| 1998年 | MBC       | 《那年冬天的白天風景》   |         |
| 1998年 | MBC       | 《她的花盆NO.1》         | 賢雅    |
| 1998年 | MBC       | 《直到人世盡頭》         |         |
| 1999年 | SBS       | 《向日葵》               | 英恩    |
| 2000年 | SBS       | 《好男好女》             | 尹趙雅  |
| 2001年 | MBC       | 《黃金時代》             | 韓珠英  |
| 2005年 | MBC       | 《我叫金三順》           | 金三順  |
| 2008年 | MBC       | 《每天夜晚》             | 許楚姬  |
| 2009年 | SBS       | 《市政廳》               | 辛未來  |
| 2011年 | SBS       | 《女人的香氣》           | 李妍在  |
| 2012年 | MBC       | 《I do I do》            | 黃智安  |
| 2013年 | 中国大陆  | 《薔薇的戰爭》           | 沈薇    |
| 2015年 | KBS       | 《蒙面檢察官》           | 柳敏熙  |
| 2017年 | JTBC      | 《有品位的她》           | 朴福子  |
| 2018年 | SBS       | 《要先接吻嗎？》         | 安純真  |
| 2018年 | MBC       | 《赤月青日》             | 車友京  |
| 2019年 | SBS       | 《Secret Boutique》      | Jenny張 |
| 2022年 | JTBC      | 《The Empire：法之帝國》 | 韓惠律  |
| 2023年 | Channel A | 《假面的女王》           | 都在怡  |

### 電影
| 年份   | 電影名稱                                              | 角色               |
| ------ | ----------------------------------------------------- | ------------------ |
| 2002年 | 《奪命密碼》 （又名: Yesterday）                      | May Lee            |
| 2002年 | 《Clio Idiots》（又譯：夢精記／夢精記之金老師／女仙） | 金佑莉             |
| 2003年 | 《黄山伐》                                            | （客串）隱伯的妻子 |
| 2003年 | 《偉大的遺產》(又譯：致命賞金)                        | 美英               |
| 2003年 | 《快樂聖誕》                                          | 許敏京             |
| 2004年 | 《S日記》                                             | 智妮               |
| 2005年 | 《潛伏勤務》                                          | 千才茵             |
| 2007年 | 《我人生中最差的男人》                                | （客串）路人       |
| 2008年 | 《女童軍》                                            | 崔美靜             |
| 2008年 | 《甜蜜的謊言》                                        | （客串）初戀       |
| 2009年 | 《加油站袭击事件2》                                   | （客串）頂級明星   |
| 2011年 | 《鬥魂》                                              | 吳友蘭             |
| 2013年 | 《The Five》(兩個心臟)                                | 高恩雅             |
| 2016年 | 《仁川登陸戰》                                        | 金華映             |

### MV
- 2000年：劉智敏《너무 늦게 깨달은 거야》
- 2000年：Jinu《小夜曲》
- 2000年：Ryang Hyun, Ryang Ha《不想上學》
- 2000年：J《Time Out》
- 2007年：李基燦《三個人》（與嚴基俊、尹周熙）
- 2008年：왁스 (Wax)《여자는사랑을먹고》

## 演唱會
- 金宣兒首次訪台活動

| 日期          | 演唱會站次 | 舉行地點         | 备注 |
| ------------- | ---------- | ---------------- | ---- |
| 2010年6月12日 | 台北       | 台北國際會議中心 |      |

## 獲獎列表
| 年份   | 颁奖礼                        | 獎項                            | 作品                 |
| ------ | ----------------------------- | ------------------------------- | -------------------- |
| 2003年 | 黄金攝影奖                    | 女子新人奖                      | 《Yesterday》        |
| 2003年 | CGV影院观众选出的本年度电影奖 | 最佳女演员奖                    | 《偉大的遺產》       |
| 2004年 | 黄金攝影奖                    | 最受欢迎奖                      | 《偉大的遺產》       |
| 2004年 | 百想艺术大賞                  | 电影部门 女子人氣奖             | 《偉大的遺產》       |
| 2005年 | MBC演技大賞                   | 大賞                            | 《我的名字叫金三順》 |
| 2005年 | MBC演技大賞                   | 女子最优秀演技獎                | 《我的名字叫金三順》 |
| 2005年 | MBC演技大賞                   | 人气獎                          | 《我的名字叫金三順》 |
| 2005年 | MBC演技大賞                   | 最佳CP獎（與玄彬）              | 《我的名字叫金三順》 |
| 2005年 | 第18届画梅奖                  | 最佳女演员                      | 《我的名字叫金三順》 |
| 2009年 | 慶熙大學                      | 藝術設計大學功勞獎              |                      |
| 2009年 | SBS演技大賞                   | Drama Special部門女子演技獎     | 《City Hall》        |
| 2009年 | SBS演技大賞                   | 十大明星獎                      | 《City Hall》        |
| 2011年 | 亞洲十大                      | 人氣明星獎                      |                      |
| 2011年 | SBS演技大賞                   | 週末連續劇部門最優秀演技獎      | 《女人的香氣》       |
| 2011年 | SBS演技大賞                   | 十大明星獎                      | 《女人的香氣》       |
| 2014年 | 黄金攝影奖                    | 最佳女主角                      | 《The Five》         |
| 2018年 | 第31届画梅奖                  | 最佳女演员                      | 《要先接吻嗎？》     |
| 2018年 | MBC演技大獎                   | 水木迷你劇部門 女子最優秀演技獎 | 《赤月青日》         |
| 2018年 | SBS演技大獎                   | 大賞                            | 《要先接吻嗎？》     |
| 2018年 | SBS演技大獎                   | 最佳CP獎（與 甘宇成）           | 《要先接吻嗎？》     |
| 2023年 | 第14届韩国电视剧节            | 最优秀演技奖                    | 《假面的女王》       |

## 外部連結
- 金宣兒的Instagram帳戶
- 金宣兒的Facebook專頁
- 金宣兒新浪微博 （页面存档备份，存于）
- 金宣兒在NAVER上的资料
- 金宣兒在韩国电影数据库（KMDb）上的資料（韓語）
- 金宣兒在互联网电影资料库（IMDb）上的資料（英文）
- 金宣兒在HanCinema的頁面（英文）